# أندريه أوشتينو
أندريه أوشتينو (بالإنجليزية: Andrei Oișteanu) (من مواليد 18 سبتمبر 1948) مؤرخ روماني للأديان والعقليات وعلم الأعراق البشرية والأنثروبولوجيا الثقافية والنقد الأدبي والروائي. متخصص في تاريخ الأديان والعقليات، وهو معروف أيضًا بتحقيقه في الطقوس والسحر وعمله في الدراسات اليهودية وتاريخ معاداة السامية. بعد الثورة الرومانية عام 1989، اشتهر أيضًا بمقالاته حول الهولوكوست في رومانيا.

## روابط خارجية
- Interview (بالرومانية)